# Hoopers Island
Hoopers Island est un groupe de trois îles du comté de Dorchester dans le Maryland, aux États-Unis.

## Géographie
Upper Hooper, 'Middle Hooper et Lower Hooper sont bordées par la baie de Chesapeake sur le côté gauche et per Honga River (en) rivière Honga sur le côté droit. Les trois îles sont très étroites et s'étendent sur 32 km. L'ensemble contient beaucoup de faune et est connu pour la pêche sportive et les industries de la pêche au crabe. Lower Hooper est maintenant un marais et n'est plus habitée. L'érosion est une menace sérieuse pour l'île, ainsi que les dommages causés par les tempêtes et les inondations ainsi que la montée des eaux qui continuent d'avoir un effet sur l'environnement et la géographie des îles.

## Galerie

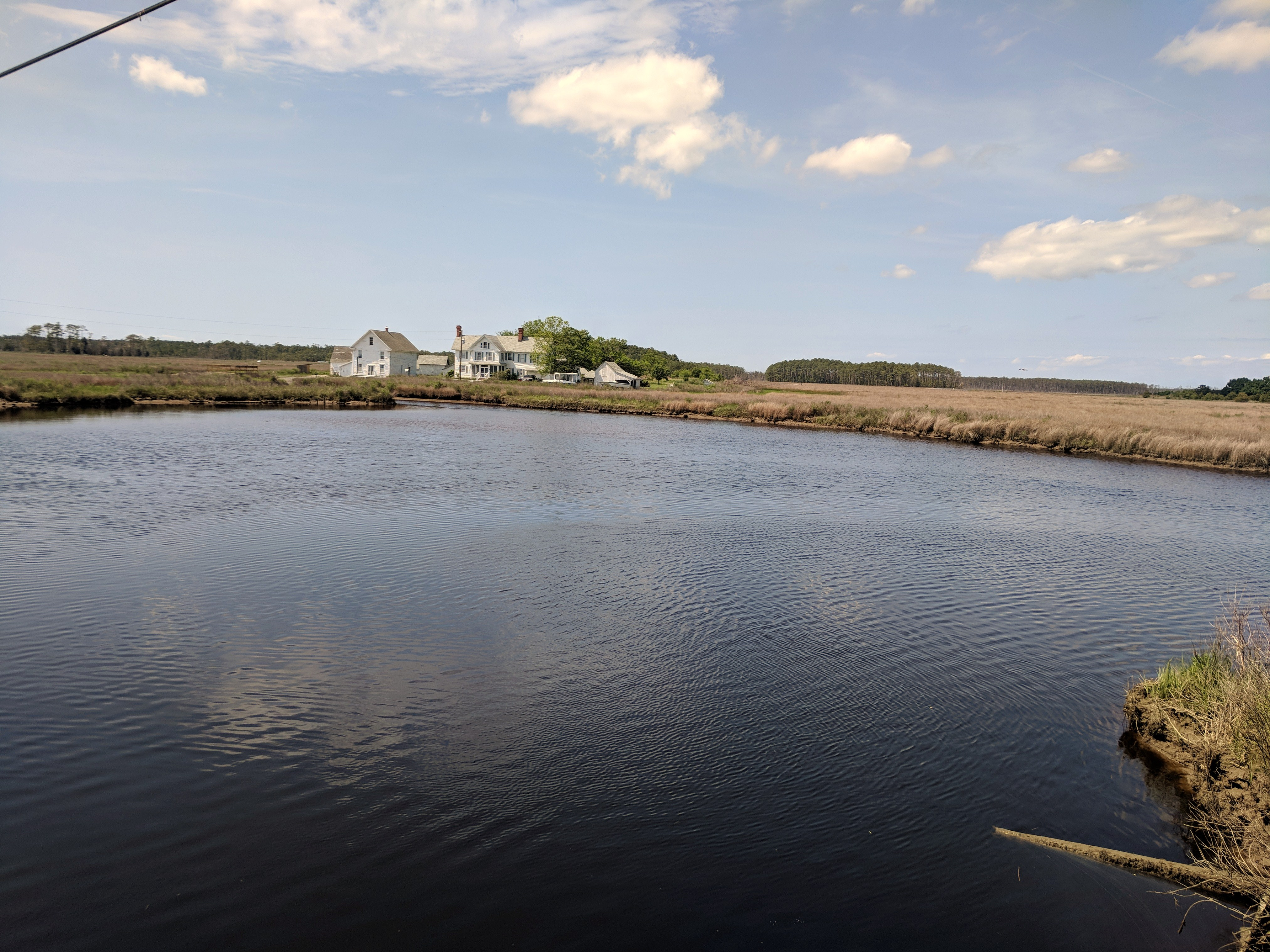
Maisons sur la Honga River
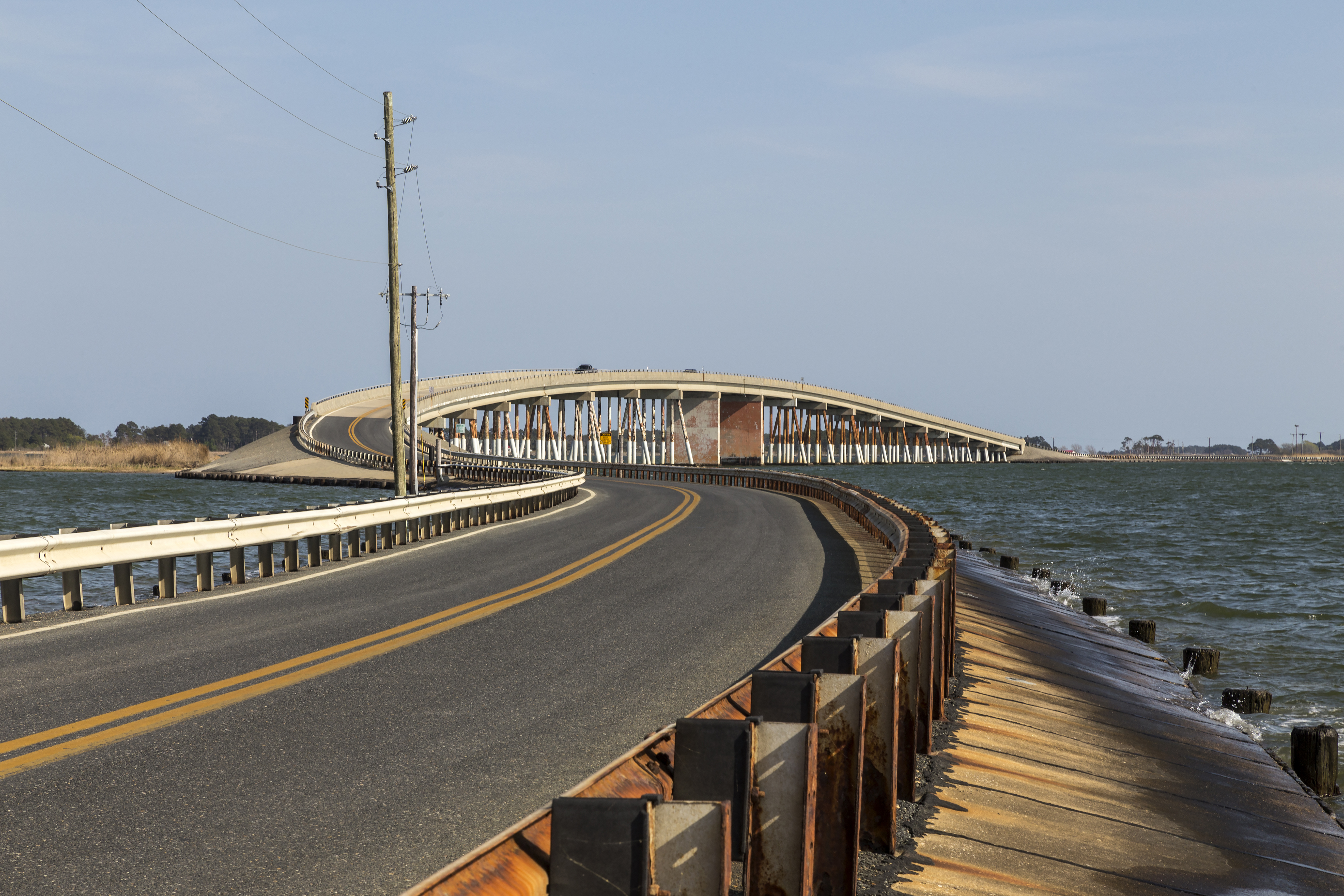
Pont de Hoopers Island
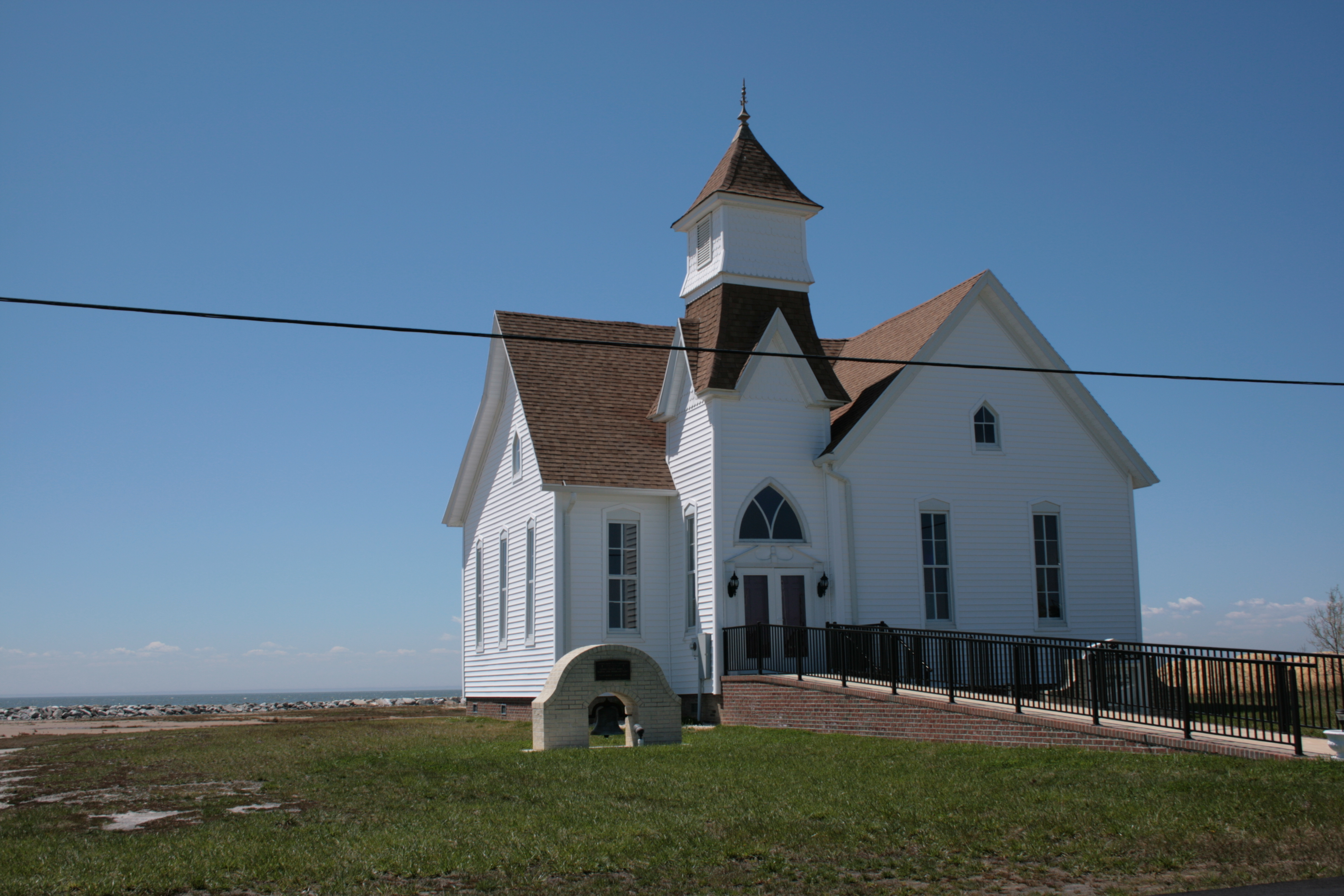
Église de Hoopersville